# Batalla de Flodden Field
La Batalla de Flodden Field o Batalla de Branxton fue un enfrentamiento entre las tropas de Escocia y las huestes de Inglaterra, que ocurrió en el condado de Northumberland el 9 de septiembre de 1513 y se saldó con la total derrota de las primeras y la muerte del rey Jacobo IV y de unos 10 000 soldados. Las tropas inglesas estaban comandadas por la Reina regente Catalina de Aragón, quien iba al frente en el campo de batalla.

## Antecedentes
A principios del siglo XVI las relaciones entre Inglaterra y Escocia eran aparentemente cordiales. La hermana de Enrique VIII había contraído matrimonio con Jacobo IV, rey de Escocia, y su enlace debía perpetuar el buen entendimiento entre ambas naciones. Sin embargo, en materia de política exterior sus posiciones eran muy divergentes. Los conflictos entre ambos bandos estaban muy arraigados, ya que compartían el dominio sobre la isla, a la vez que poseían grandes diferencias culturales. Inglaterra se había involucrado en la Guerra de la Liga de Cambrai (1511), defendiendo la península italiana y al papado que estaba en guerra contra Francia la que, a su vez, se había aliado con Escocia en virtud de la Auld Alliance.
Para mitigar y desviar los continuos ataques de las tropas inglesas contra su territorio, el monarca francés Luis XII ofreció una dotación económica y militar a Jacobo IV para que iniciara una revuelta contra Inglaterra. El rey escocés aceptó la propuesta, y con un gran apoyo popular congregó un ejército de más de 20 000 hombres provenientes de toda Escocia, a los que habrían de sumarse 5000 soldados franceses, y finalmente se declaró en guerra contra Inglaterra, usando como pretexto la muerte de Robert Kerr, asesinado en 1508 por John Heron.
La batalla se libró cerca de la aldea de Branxton, en el condado de Northumberland, más bien que en Flodden, donde habían acampado los escoceses.

## Avance escocés
Jacobo cruzó la frontera el 22 de agosto. La mayoría de sus soldados iban armados con lanzas de tipo continental de 5,5 metros (dieciocho pies), 1,5 metros (unos seis pies) más larga que la lanza escocesa tradicional. Estas armas habían adquirido una reputación temible en manos de los lansquenetes suizos y alemanes. Pero solo podían ser utilizadas por formaciones altamente disciplinadas. Jacobo se hizo acompañar por el capitán francés Conde d'Aussi, que había entrenado a los escoceses a manejar el arma.
Tras el ejército iba la artillería, diecisiete bombardas que requirieron 400 bueyes para arrastrarlas, entre ellas el Mons Meg (actualmente en el castillo de Edimburgo), que tuvo que ser dejado atrás. Aun así, la artillería retrasó el avance de forma considerable; además Jacobo había enviado a sus mejores artilleros con la flota.
El ejército estaba compuesto mayormente por soldados novatos, que quedaron desmoralizados por la gran mortandad sufrida en el asalto al castillo de Norham, al que se puso sitio nada más de cruzar la frontera. Además, el tiempo era deplorable, con lluvia y viento, las enfermedades comenzaron a extenderse y muchos desertaron.

## Avance inglés
A principios de septiembre, sir Thomas Howard, conde de Surrey, tenía aproximadamente 26 000 hombres bajo su mando, principalmente arqueros y soldados de infantería armados con la guja, la versión inglesa de la archa continental, un arma de 2,40 metros (ocho pies) con una temible hacha. Todos iban a pie, excepto Lord Dacre con sus cerca de 1500 jinetes de la frontera. Surrey quería detener pronto a Jacobo para evitar una invasión como la de 1497, así que envió un heraldo con una invitación para acordar la batalla el 9 de septiembre. Jacobo respondió anunciando su intención de esperarle hasta mediodía.
Las razones de Jacobo para aceptar el desafío son confusas, cuando tradicionalmente la mayoría de los comandantes escoceses había evitado fijar las batallas, a menos que las circunstancias fueran excepcionales. La explicación tradicional es que se cegó por nociones anticuadas del código de caballería y del honor, aunque otros dos factores pudieron haber influido:
Primero, que se creía más fuerte, estaba orgulloso de sus armas y sus lanceros, y creía que las armaduras y las protecciones eran suficientes contra los arqueros ingleses.
Segundo, había buscado una posición muy fuerte en la única colina de la zona, una gran fortaleza natural en la cual sostendría un ataque frontal de Surrey.

## La batalla

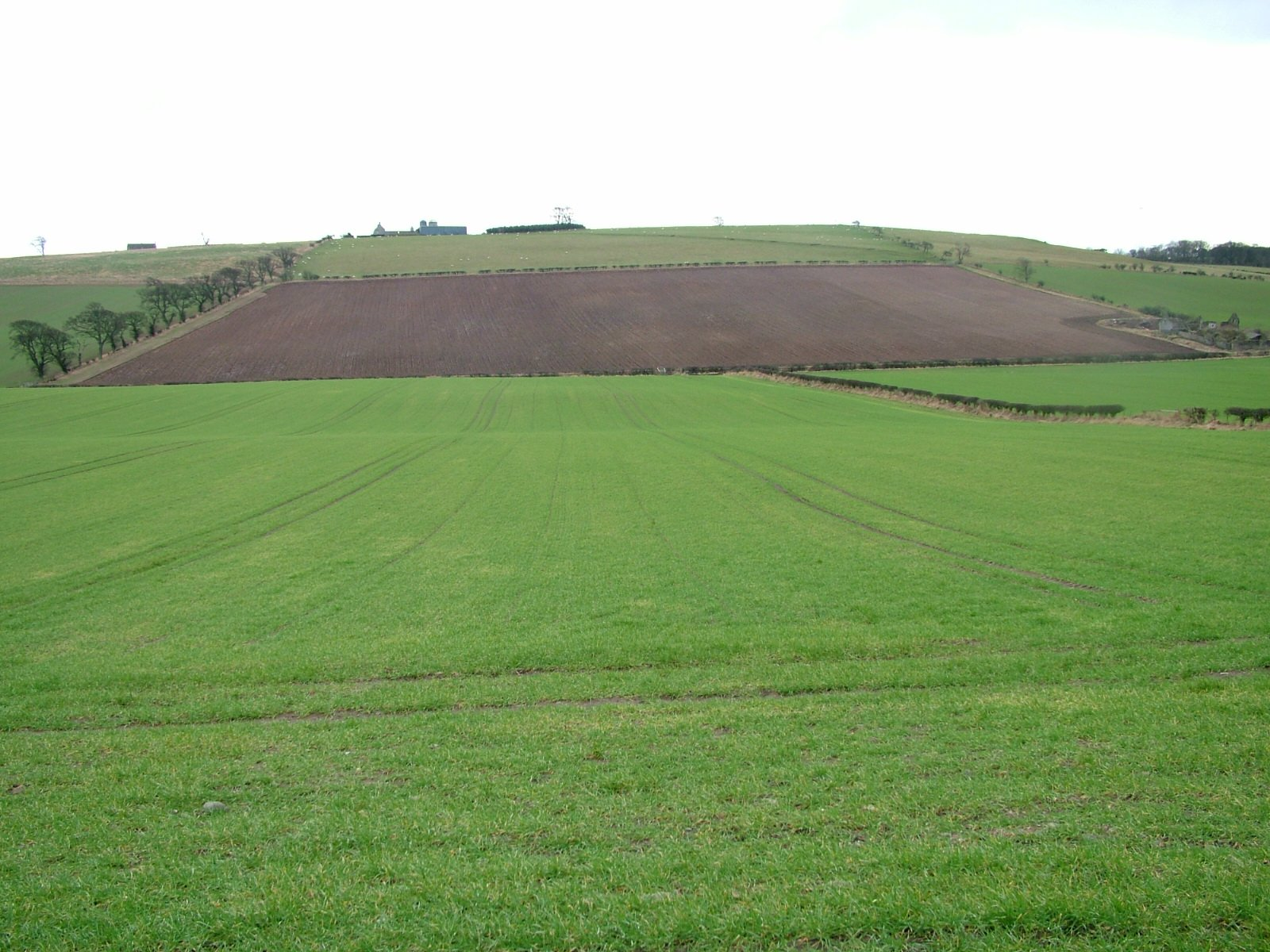
El campo de batalla, visto desde la posición inglesa.

Para llegar al lugar acordado, los ingleses tuvieron que remontar el río Till cruzándolo por Hiton Castle y por el puente de Twizel. Surrey decidió rodear a los escoceses por el oeste y situarse al norte de su posición, entre ellos y la frontera. El hecho de que Jacobo no abandonara Flodden dio a Inglaterra una de las mayores victorias sobre Escocia de su historia.
Parece ser que Jacobo no supo que lo habían desbordado hasta después del mediodía. La visibilidad era poca y el tiempo continuaba lluvioso. La única posición defendible ahora estaba en Branxton, la pared septentrional del campo de la fortaleza, y el ejército escocés comenzó su lento cambio de frente.
A las cuatro de la tarde sonaron los primeros disparos de los cañones escoceses y se entabló un nutrido fuego cruzado. La artillería escocesa era lenta, pesada y poco precisa, y muy pronto se reveló ineficaz ante las hábiles maniobras de los ingleses. Con gran arrojo y valor, Jacobo decidió entonces cargar a la cabeza de sus tropas contra los ingleses colina abajo, y fue recibido con una lluvia de flechas por los arqueros y ballesteros de Howard.
Al pie de la colina de Flodden, los escoceses fueron reducidos por la inoperancia de su armamento. Sus largas lanzas o picas resultaban eficaces contra la caballería, pero prácticamente inútiles en los combates cuerpo a cuerpo. Al caer la noche, los escoceses habían perdido la batalla, contando más de 10 000 bajas incluyendo al propio rey, a su hijo el arzobispo de St. Andrews y a gran parte de la nobleza escocesa.

## La batalla en la literatura
- En 1774 Robert Lambe publicó An Exact and Circumstantial History of the Battle of Floddon, con el aviso de que era un manuscrito escrito en tiempos de la reina Isabel por John Askew.
- Walter Scott escribió un poema épico, que publicó en 1855 con ilustraciones de Myles Birket Foster, John Gilbert y Joseph Mallord William Turner, con el título Marmion: A Tale of Flodden Field.
- Henry William Weber publicó en 1808 The Battle of Floddon Field: A Poem of the Sixteenth Century, un poema dedicado a Walter Scott.
- The Earliest Known Printed English Ballad. A Ballade of the Scottysshe Kynge, poema de John Skelton publicado en 1882.
- En 1903 Alfred Austin compuso un drama llamado Flodden Field: A Tragedy.